# Гордон Яків Юхимович
Яків Юхимович Гордон (1912—1978) — радянський астроном, відомий зокрема визначенням координат слабких зір. В 1951—1978 керував Миколаївською обсерваторією (тоді вона була Миколаївським відділом Головної астрономічної обсерваторії АН СРСР).

## Біографія

### Ранні роки
Народився в сім'ї конторського службовця.
У 1938 році закінчив геодезичний факультет Харківського інженерно-будівельного інституту та вступив до аспірантури в Пулковській обсерваторії.
З червня 1941 по листопад 1946 року служив у Радянській армії.
У січні 1947 року почав працювати в Пулковській обсерваторії на посаді молодшого наукового співробітника. У 1950 році захистив кандидатську дисертацію.

### Керівництво Миколаївською обсерваторією
У 1951 році Гордон був призначений на посаду завідувача Миколаївського відділення Головної астрономічної обсерваторії Академії наук СРСР (теперішня Миколаївська астрономічна обсерваторія).
У перші роки роботи в Миколаївській обсерваторії Гордон приділяв велику увагу поліпшенню роботи служби часу і зумів значно підвищити точність прийому радіосигналів точного часу. Прийом радіосигналів на слух за методом Кука був замінений автоматичною реєстрацією на паперову стрічку хронографа, а з часом і на іскровий хроноскоп. 
1955 року з Пулковської обсерваторії було перевезено в Миколаїв меридіанне коло Репсольда, призначене для визначення положень зір. Воно було пошкоджене під час зберігання в розібраному вигляді під час Німецько-радянської війни, і Гордон особисто досліджував його мікрометри, цапфи, помилки поділів лімба і т.д.
1969 року з ініціативи Гордона розпочалися спостереження зодіакальних зір. Ця спостережна програма Гордона була підтримана Міжнародним астрономічним союзом і з 1970 року стала міжнародною.
Продовжував працювати керівником Миколаївської обсерваторії до самої смерті. Помер раптово, в травні 1978 року, у віці 66 років.

## Наукові роботи
- 1957 — Гордон Я. Е. О работах Николаевского отделения ГАО АН СССР в 1953—1955 гг. — В кн.:Тр.12-й астрометр.конференции СССР. с.58-59.
- 1959 — Гордон Я. Е. Таисия Семеновна Семенова (некролог). — Астрономический циркуляр, 1959, № 200, с.28
- 1960 — Божко И. И. и Гордон Я. Е. Исследование цапф Николаевского меридианного круга. — Изв. ГАО в Пулкове, № 166, с.81- 89.
- 1960 — Гордон Я. Е. Об астрометрических работах Николаевского отделения ГАО за период с 1 января 1956 г. по 30 апреля 1958 г.- В кн.:Тр. 14-й астрометр.конф. СССР, М. -Л.: Из-во АН СССР, с.41-43.
- 1962 — Гордон Я. Е., Горель Л. Ф., Дзюба И. П. Наблюдения Луны и больших планет на меридианном круге в Николаеве. — Изв. ГАО в Пулкове, т.23, № 1, с.74-76.
- 1963 — Гордон Я. Е. Об астрометрических работах Николаевского отделения ГАО за 1958—1960 гг. — В кн.: Тр.15-й Астрометрич.конф. СССР, Пулково, 13-17 дек, 1960 г., М.-Л.: Изд-во АН СССР, с.41-43.
- 1964 — Гордон Я. Е., Горель Л. Ф., Дзюба И. П. Наблюдения Солнца, Луны и больших планет на меридианном круге в Николаеве. — Изв. ГАО в Пулкове, т.23, № 4, с.91-96.
- 1965 — Гордон Я. Е., Горель Л. Ф. Наблюдения звезд AGK3R на меридианном круге Репсольда в Николаеве. — Изв. ГАО в Пулкове, т.22, вып.6, № 176, с.74-79
- 1965 — Гордон Я. Е. Николаевское отделение ГАО АН СССР (к 50-летию со дня основания).-Изв. ГАО в Пулкове, т.22, вып.6, № 176, с.59-61
- 1966 — Гордон Я. Е., Горель Г. К., Горель Л. Ф. Результаты наблюдений Солнца, Луны и больших планет на меридианном круге в Николаеве в 1962—1963 гг. — Тр. ГАО в Пулкове, т.76, с.54-65.
- 1966 — Гордон Я. Е. Леонид Иванович Семёнов. Некролог. — Тр. ГАО в Пулкове, т.74, с.5-6.
- 1966 — Гордон Я. Е., Горель Л. Ф., Дзюба И. П.,Калинина О. К. Каталог прямых восхождений и склонений звезд AGK3R, составленный в Николаеве по наблюдениям на меридианном круге.- Тр. ГАО в Пулкове, т.75, с.96-254.
- 1980 — Гордон Я. Е., Горель Л. Ф., Хруцкая Е. В. Наблюдения Луны и верхних планет, полученные в Николаеве в 1969—1972 гг. — Деп. в ВИНИТИ 21.08.80 № 3779-80 42 с.
- 1982 — Гордон Я. Е., Горель Л. Ф., Хруцкая Е. В. Каталог прямых восхождений 586 звезд ФКС3 в зоне склонений +90°ё-20°. — Деп. в ВИНИТИ № 1168-82.
- 1982 — Гордон Я. Е., Горель Л. Ф., Хруцкая Е. В. Прямые восхождения больших планет и Луны, полученные в Николаеве в период 1975-76 гг. — Деп.в ВИНИТИ № 133-83.
- 1982 — Гордон Я. Е., Горель Л. Ф., Хруцкая Е. В. Каталог зодиакальных звёзд. Ч.1., 230 с.- Деп. в ВИНИТИ № 6368-82.
- 1982 — Гордон Я. Е., Горель Л. Ф., Хруцкая Е. В. Каталог зодиакальных звёзд. Ч.2, 212 с — Деп. в ВИНИТИ № 6369-82.